# Mykel Larrin
Mykel Larrin (10 de noviembre de 1987) es un deportista estadounidense que compite en ciclismo en la modalidad de BMX estilo libre. Consiguió tres medallas de bronce en los X Games.

## Medallero internacional
| \| X Games de Verano \| X Games de Verano \| X Games de Verano \| X Games de Verano \| \| Año \| Lugar \| Medalla \| Prueba \| \| ----------------- \| --------------------------- \| ----------------- \| ----------------- \| \| 2015 \| Austin (Estados Unidos) \| Medalla de bronce \| Big air \| \| 2018 \| Sídney (Australia) \| Medalla de bronce \| Big air \| \| 2019 \| Mineápolis (Estados Unidos) \| Medalla de bronce \| Vert \| |                             |                   |         |
| X Games de Verano |                             |                   |         |
| Año | Lugar                       | Medalla           | Prueba  |
| 2015 | Austin (Estados Unidos)     | Medalla de bronce | Big air |
| 2018 | Sídney (Australia)          | Medalla de bronce | Big air |
| 2019 | Mineápolis (Estados Unidos) | Medalla de bronce | Vert    |